# الکساندر ماتکوبوژیک
الکساندر ماتکوبوژیک (اوکراینی: Олександр Іванович Маткобожик؛ زادهٔ ۳ ژانویهٔ ۱۹۹۸) بازیکن فوتبال اهل اوکراین است.
وی همچنین در تیم‌های ملی فوتبال Ukraine national under-16 football team و Ukraine national under-19 football team بازی کرده‌است.